# Бірюков Юрій Сергійович (композитор)
Ю́рій Сергі́йович Бірюко́в (рос. Юрий Сергеевич Бирюков; 1 квітня 1908, Москва, Російська імперія — 11 січня 1976, Москва, Російська РФСР) — російський радянський композитор.
На слова Тараса Шевченка написав мішаний хор без супроводу «Літа орел, літа сизий» (з поеми «Гайдамаки», російський переклад О. Твардовського, 1939).